# Syagrus cearensis
Syagrus cearensis är en enhjärtbladig växtart som beskrevs av Larry Ronald Noblick. Syagrus cearensis ingår i släktet Syagrus och familjen Arecaceae. Inga underarter finns listade i Catalogue of Life.

## Bildgalleri

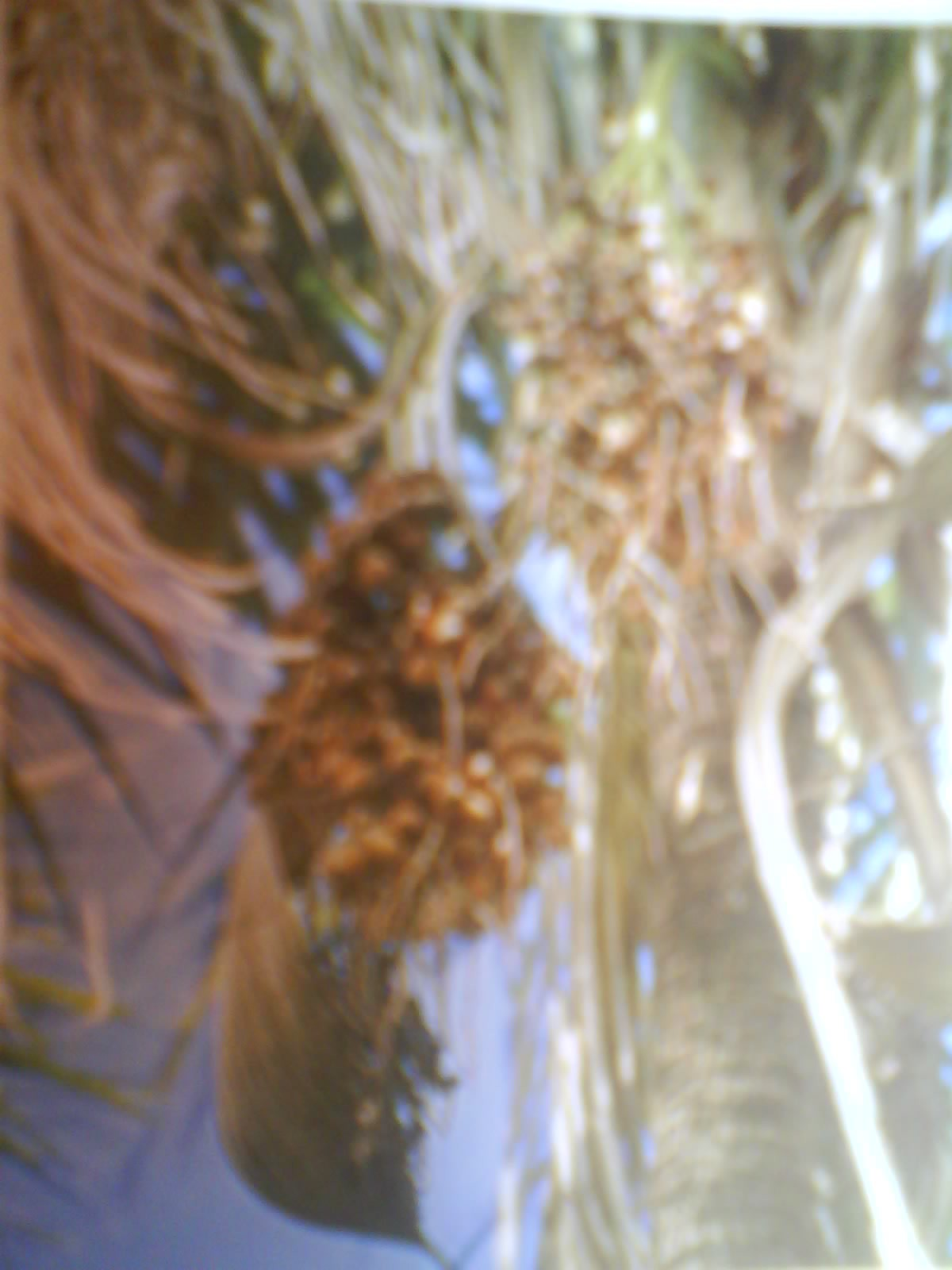
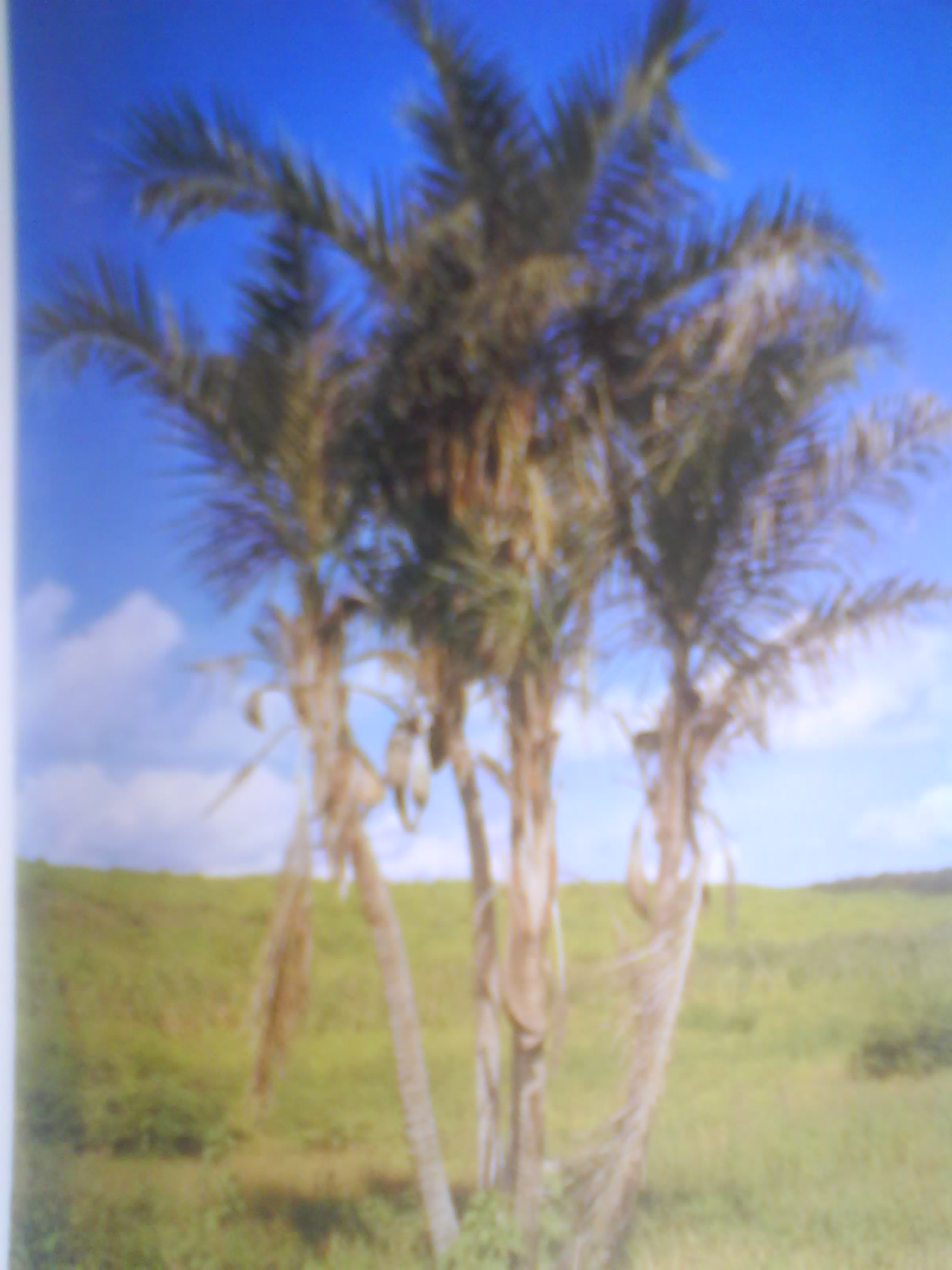